# Ookwemin Minising
Ookwemin Minising (/okwemin minisiŋ/, litt. « terre de cerisiers noirs »), anciennement l'île Villiers (anglais : Villiers Island), est une île artificielle à Toronto qui s'étend sur 40 hectares sur les Port Lands. Elle est érigée en creusant un nouveau bras de la rivière Don en tant qu'un projet coûtant 1,35 milliards de dollars canadiens qui vise à protéger le quartier contre les inondations.
Une zone résidentielle fournissant plus ou moins 10 000 logements, est planifiée. Cette étape du projet débutera en 2026.

## Histoire
L'île résulte de la création d'une nouvelle embouchure de la rivière Don, un projet de construction qui commença en 2017. Pendant la construction la future île s'appela l'île Villiers, d'après la rue qui porte le même nom.
En construisant la nouvelle embouchure, la rivière Don a été prolongée par environs 1 kilomètre.
Le 1 novembre 2024, la ville dévoila le nom définitif de l'île, Ookwemin Minising, un mot  ojibwé qui montre qu'il y eurent beaucoup de cerisiers sur l'endroit pendant le XIXe siècle. Un cerisier noir fut planté sur l'île pendant le dévoilement.

## Annexe